# Tour Manhattan
La Tour Manhattan es un rascacielos situado en el distrito de negocios de La Défense, cerca de París. 
Construida en 1975, con 110 m de altura, la Tour Manhattan es la primera torre de defensa que no tiene forma de paralelepípedo, pero cuya silueta es curva.
Parte de la película de Claude Zidi L'Aile ou la Cuisse fue filmada en 1976 en la Tour Manhattan, donde se encuentra el jefe del grupo ficticio de catering Tricatel.